# Parorectis
Parorectis là một chi bọ cánh cứng trong họ Chrysomelidae.
Chi này được miêu tả khoa học năm 1901 bởi Spaeth.

## Các loài
Các loài trong chi này gồm:
- Parorectis callosa (Boheman, 1854)
- Parorectis rugosa (Boheman, 1854)